# Ngỗng thiên nga
Ngỗng thiên nga hay nguyên nga, hồng nhạn, đại nhạn (tên khoa học Anser cygnoides – đôi khi tách ra thành chi Cygnopsis), là một loài chim trong họ Vịt. Chúng sinh sống trong tự nhiên ở Mông Cổ, tận cùng phía bắc của Trung Quốc và đông nam Nga. Đây là loài chim di cư và trong mùa đông chúng chủ yếu di cư đến trung và đông Trung Quốc. Một số cá thể có thể bắt gặp ở Nhật Bản và Hàn Quốc, và hiếm hơn là ở Kazakhstan, Lào, bờ biển Siberia, Đài Loan, Thái Lan và Uzbekistan.

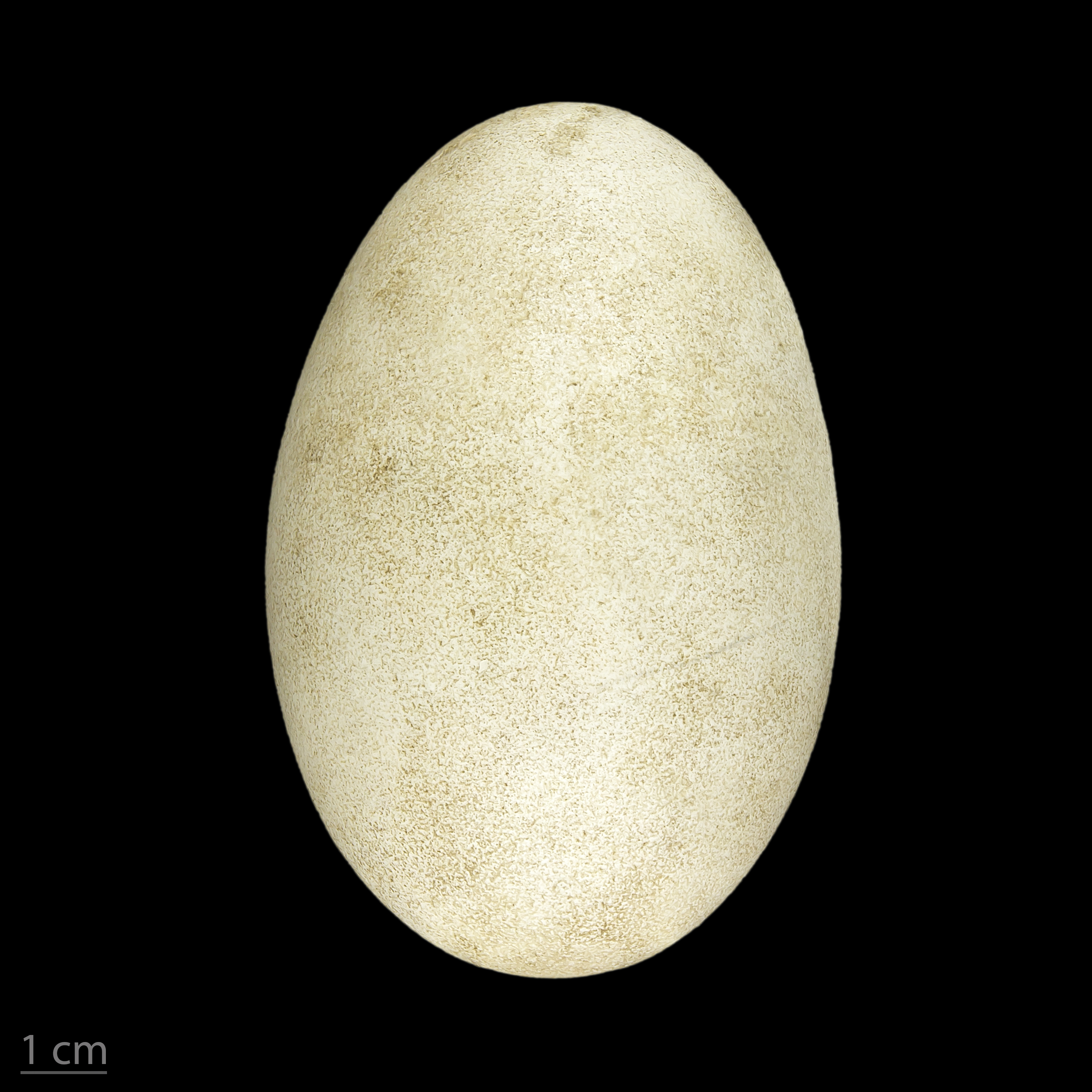
Anser cygnoides

Mặc dù không phổ biến trong tự nhiên, loài này đã được thuần hóa. Các quần thể du nhập và hoang dã của các giống nội địa của nó xuất hiện ở nhiều nơi ngoài phạm vi tự nhiên của nó. Dạng hoang dã cũng được lưu giữ trong các bộ sưu tập, và việc trốn thoát không phải là điều bất thường giữa các đàn ngỗng trời Anser và Branta khác.

## Bảo tồn
Loài này hiện được IUCN phân loại là dễ bị tổn thương dựa trên sự suy giảm dân số đang diễn ra và sự mất mát về phạm vi, càng trầm trọng hơn do sự thành công trong chăn nuôi kém gần đây và mức độ săn bắt không bền vững. Tổng số ngỗng ước tính là 60–90.000 cá thể vào năm 2012.

## Thư viện ảnh

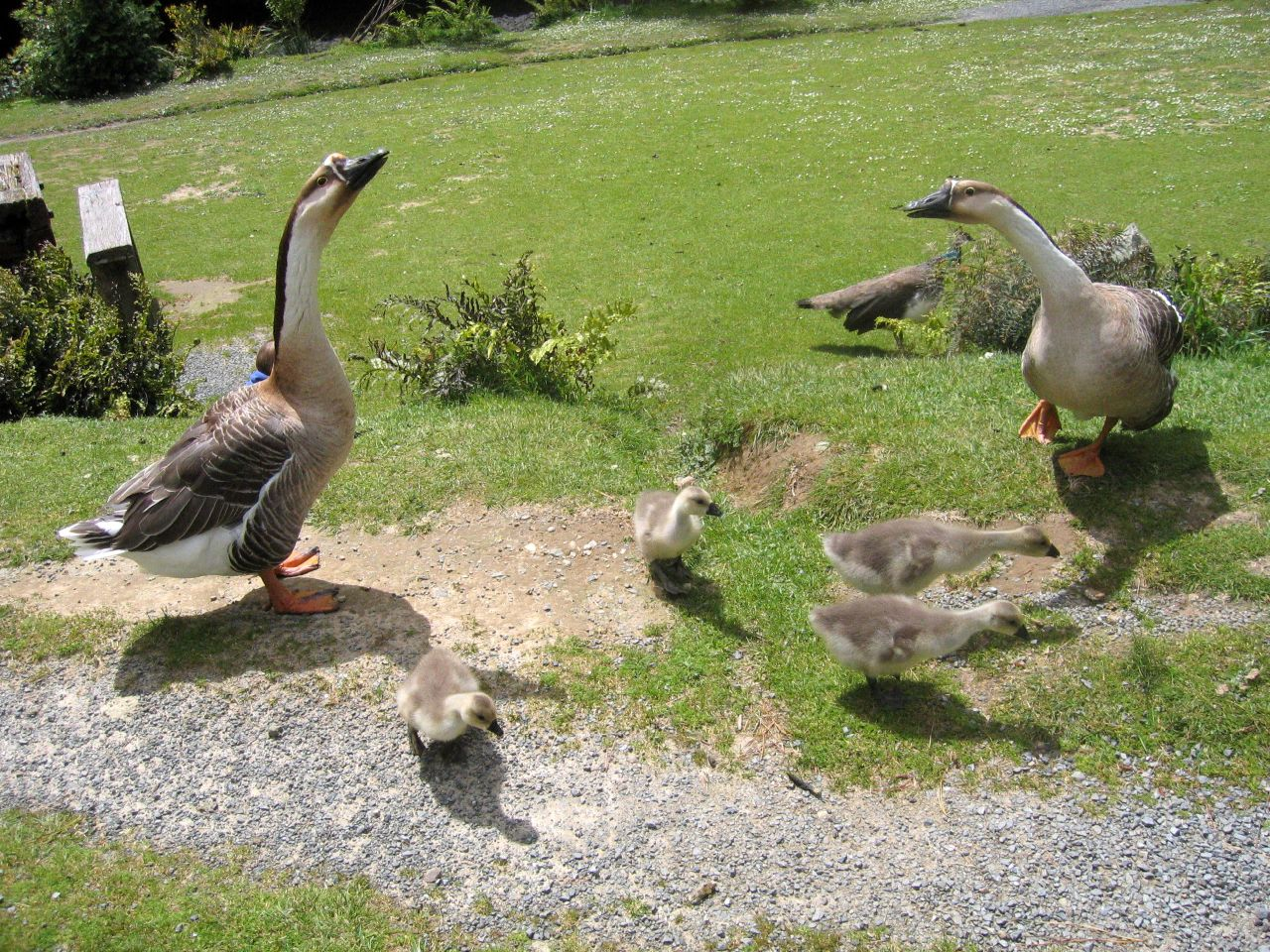
Một đàn ngỗng sư tử
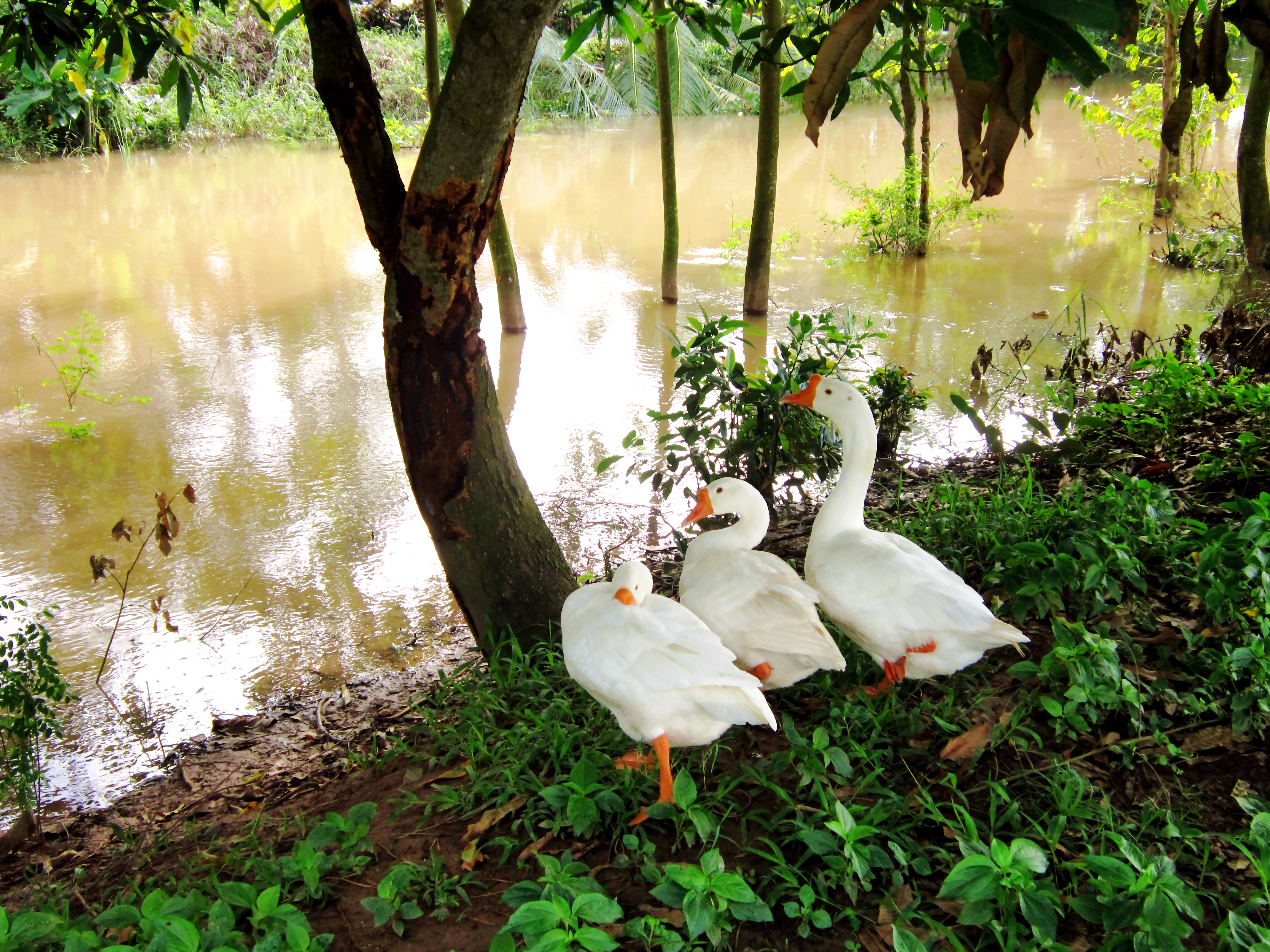
Một đàn ngỗng cỏ đang được nuôi ở miền nam Việt Nam
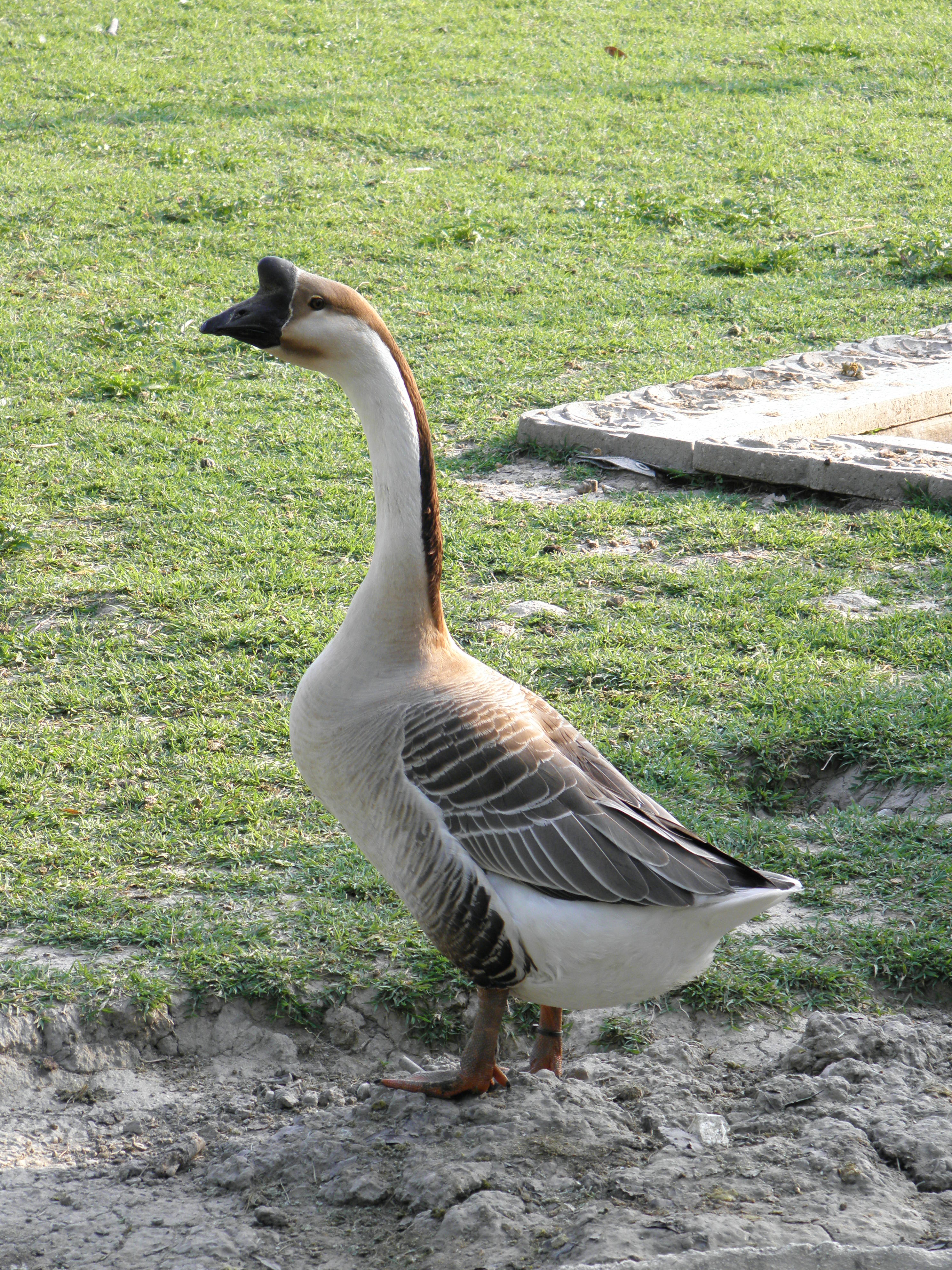
Một con ngỗng sư tử
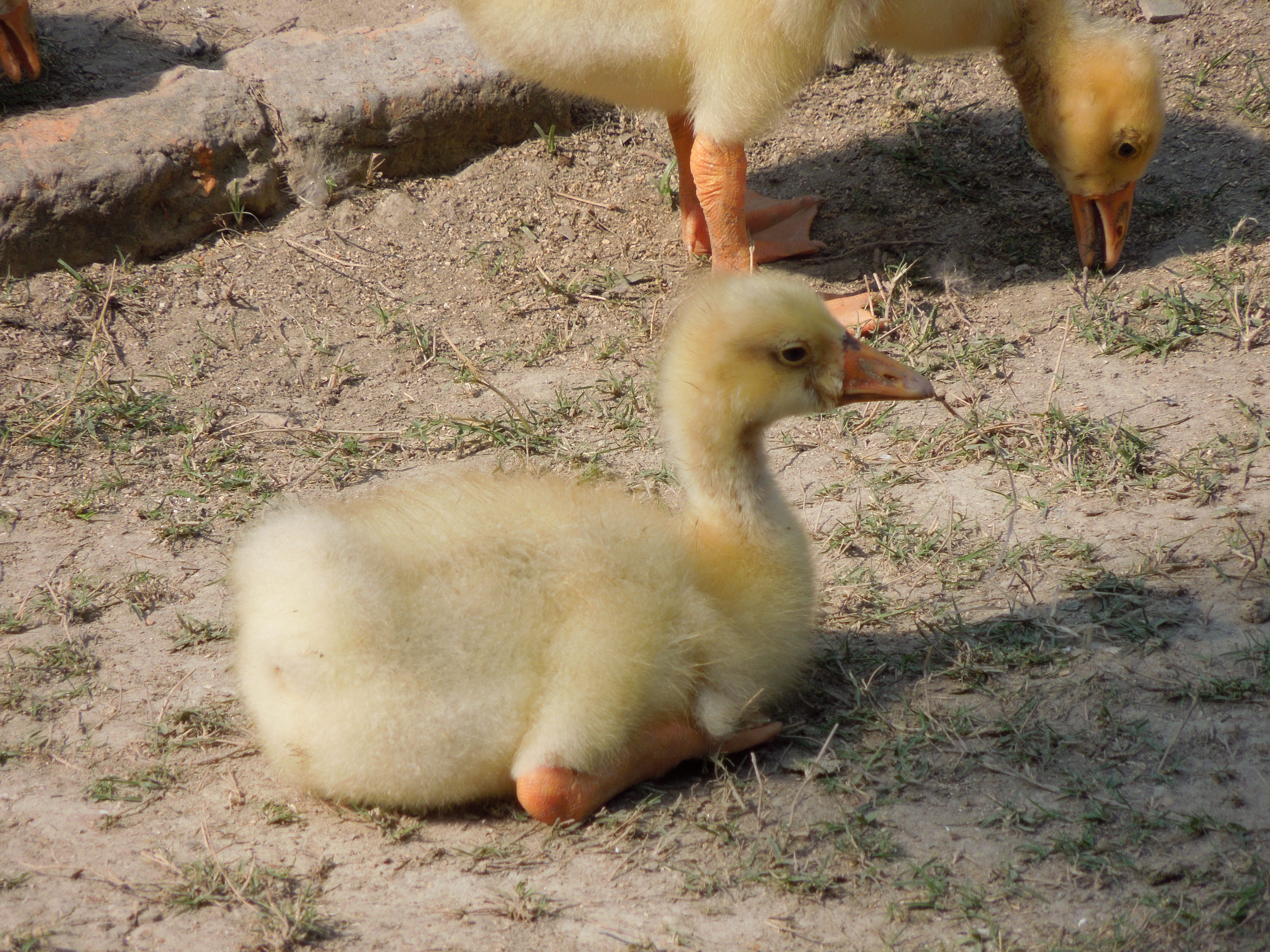
Ngỗng thiên nga con ở Bangladesh
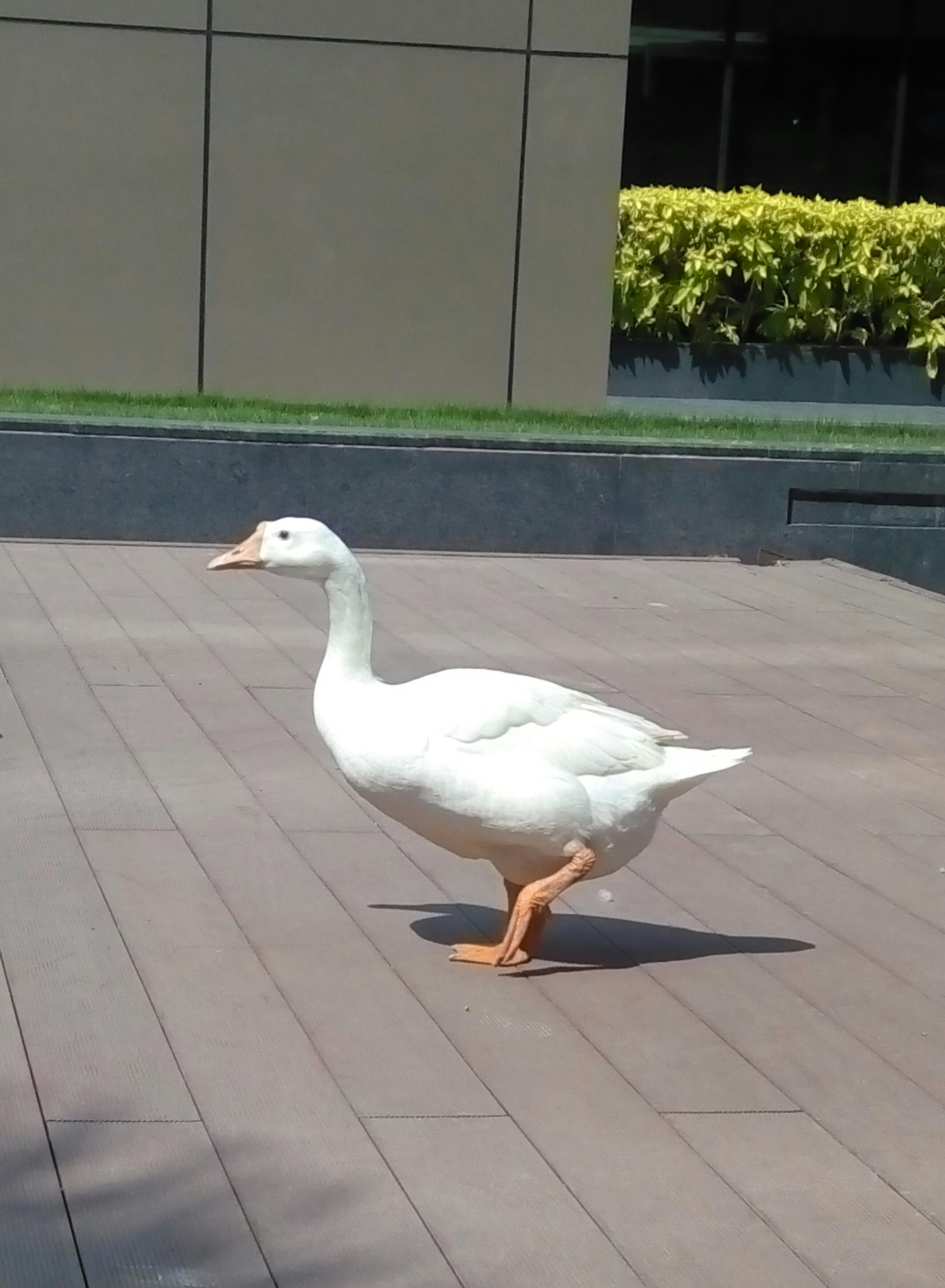
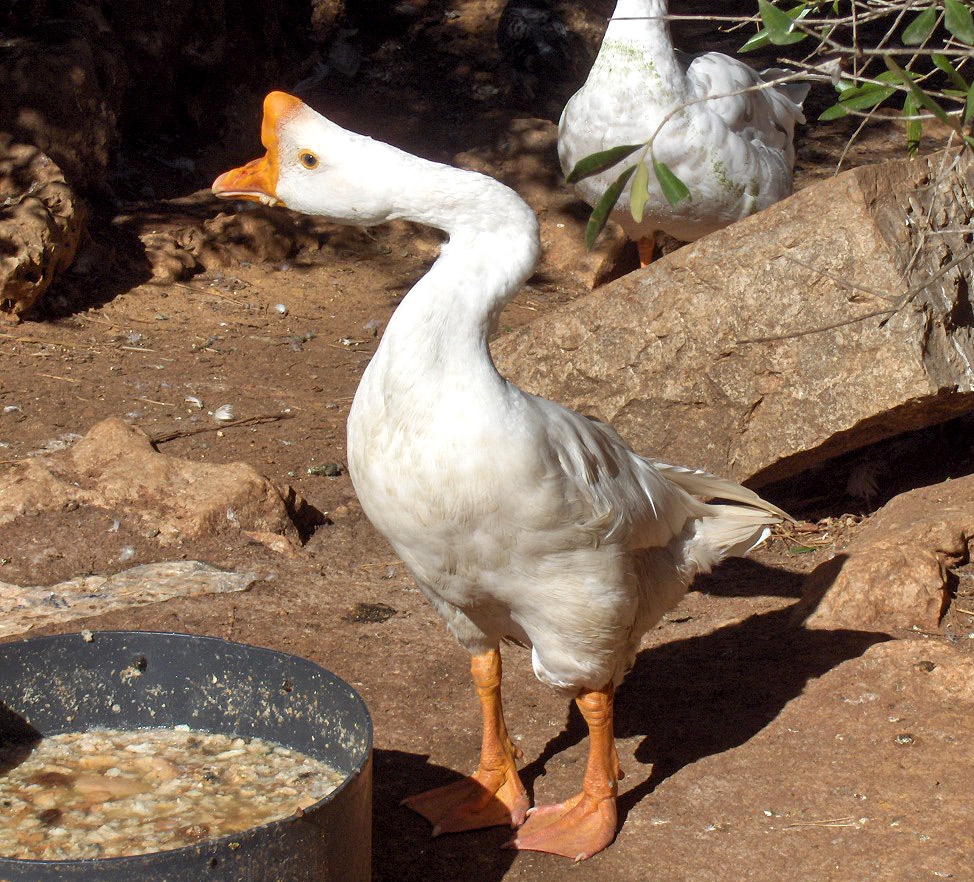
Ngỗng cỏ
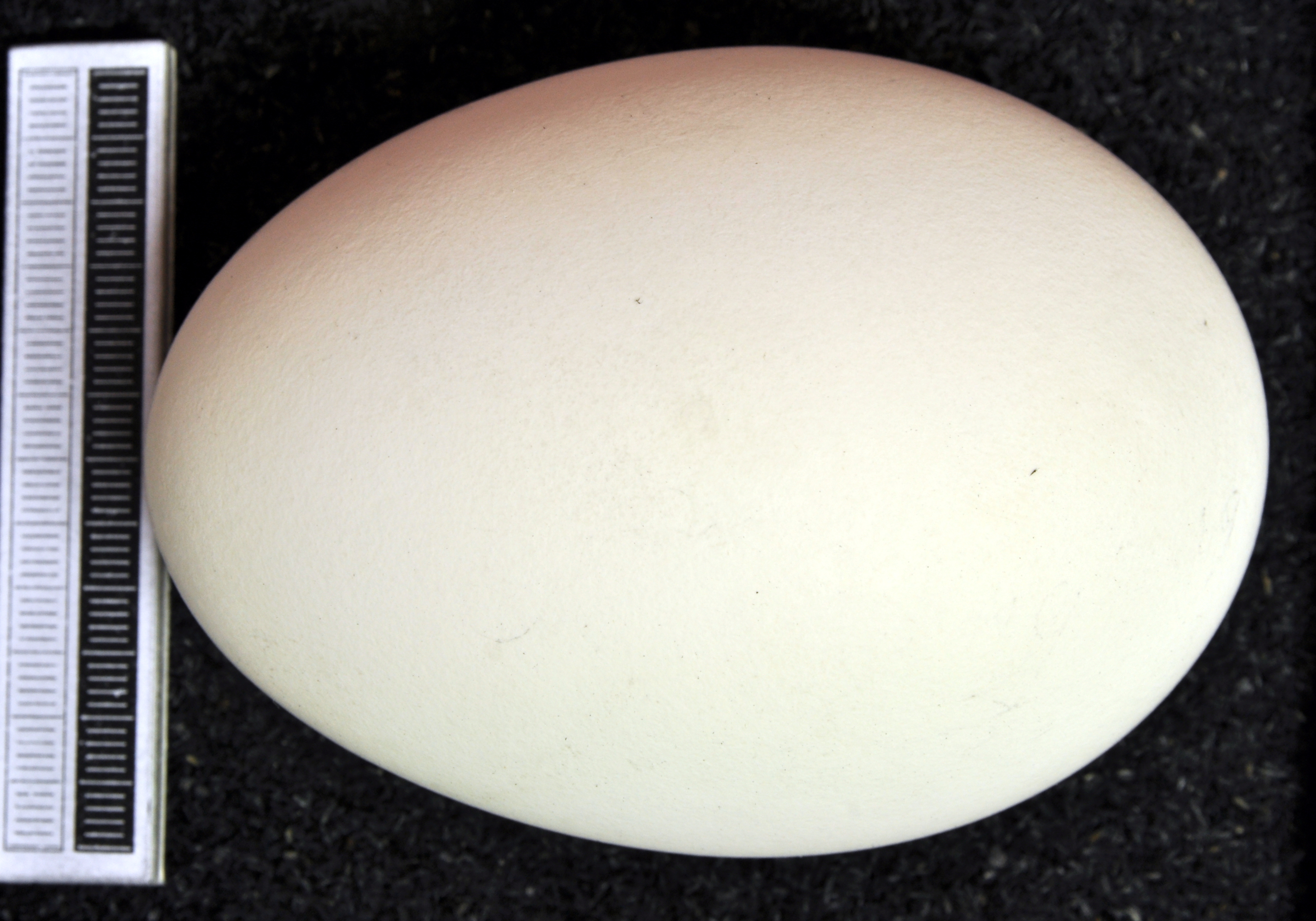
Trứng, sưu tập Bảo tàng Wiesbaden